# Thyridopteryx pallidovenata
Thyridopteryx pallidovenata är en fjärilsart som beskrevs av Grossbeck 1917. Thyridopteryx pallidovenata ingår i släktet Thyridopteryx och familjen säckspinnare. Inga underarter finns listade i Catalogue of Life.